# Comuna Armeniș, Caraș-Severin
Armeniș (în maghiară: Örményes, în germană: Armönisch) este o comună în județul Caraș-Severin, Banat, România, formată din satele Armeniș (reședința), Feneș, Plopu, Sat Bătrân și Sub Margine.

## Demografie
Componența etnică a comunei Armeniș
     Români (94,85%)
     Alte etnii (0,73%)
     Necunoscută (4,42%)
Componența confesională a comunei Armeniș
     Ortodocși (90,71%)
     Baptiști (2,63%)
     Alte religii (1,99%)
     Necunoscută (4,67%)
Conform recensământului efectuat în 2021, populația comunei Armeniș se ridică la 2.057 de locuitori, în scădere față de recensământul anterior din 2011, când fuseseră înregistrați 2.454 de locuitori. Majoritatea locuitorilor sunt români (94,85%), iar pentru 4,42% nu se cunoaște apartenența etnică. Din punct de vedere confesional, majoritatea locuitorilor sunt ortodocși (90,71%), cu o minoritate de baptiști (2,63%), iar pentru 4,67% nu se cunoaște apartenența confesională.

## Politică și administrație
Comuna Armeniș este administrată de un primar și un consiliu local compus din 11 consilieri. Primarul, Ioan-Cristian Vela[*], de la Partidul Național Liberal, este în funcție din 2016. Începând cu alegerile locale din 2024, consiliul local are următoarea componență pe partide politice:
|  | Partid                          | Consilieri | Componența Consiliului | Componența Consiliului | Componența Consiliului | Componența Consiliului |
|  | ------------------------------- | ---------- | ---------------------- | ---------------------- | ---------------------- | ---------------------- |
|  | Partidul Național Liberal       | 4          |                        |                        |                        |                        |
|  | Forța Dreptei                   | 2          |                        |                        |                        |                        |
|  | Alianța pentru Unirea Românilor | 2          |                        |                        |                        |                        |
|  | Partidul Social Democrat        | 2          |                        |                        |                        |                        |
|  | Alianța Național Țărănistă      | 1          |                        |                        |                        |                        |

## Atracții turistice
- Mănăstirea ortodoxă "Piatra Scrisă" din satul Armeniș
- Cascada "Șipot"
- Valea Plopului

## Personalități
- Florin Bănescu (1939-2003), medic și scriitor
- Ion Marcel Vela (n. 1963), politician